# 권선택
권선택(權善宅, 1956년 1월 13일~)은 대한민국의 정치인이었다. 제17·18대 국회의원을 거쳐 민선 6기 제11대 대전광역시장을 역임했으나 2017년 11월 14일 대법원에서 징역 6개월 및 집행유예 2년 형이 확정되어 시장직을 상실하였고 10년간 피선거권이 박탈되었다.

## 생애
권선택은 1956년 1월 13일에 충청남도 대덕군(現 대전광역시 중구)에서 태어났다. 1977년 만 22세에 전국 최연소로 제20회 행정고등고시에 합격한 뒤 1990년 충청남도청 기획관, 1991년 청와대 민정비서실 행정관, 1997년 내무부 지역경제심의관, 1999년 대전광역시 정무부시장, 2003년 청와대 인사비서관을 차례로 거쳐 17대 총선에서 열린우리당 소속으로 대전 중구에 출마하여 한나라당의 5선 중진 강창희를 꺾고 국회의원에 당선되었다.
제4회 지방 선거의 대전광역시장 후보 경선을 염두에 두었으나, 중앙당에서 염홍철을 전략 공천한 것에 반발하여 2006년 3월 27일 열린우리당을 탈당하였고, 이 후 국민중심당이 그를 대전광역시장 후보에 전략공천하려는 제의를 뿌리쳤다. 그러나 이듬해인 2007년 5월 14일에 권선택은 국민중심당에 입당하였으며,같은 해 7월 26일 대전시당 위원장로 선출되었다.이후 국민중심당이 자유선진당과 합쳐진 이후에는 자유선진당에서 활동했으며, 자유선진당 원내대표를 지냈다. 2008년 국회에서 자유선진당과 창조한국당의 연합 교섭단체인 선진과 창조의 모임의 초대 원내대표를 지냈다.
2012년 선진통일당과 새누리당의 합당을 추진하였으나, 제18대 대선에서 문재인 후보 지지로 돌아서 민주통합당에 입당하였다.

### 대전광역시장
2014년에 제6회 지방 선거에서 대전광역시장 후보로 출마하여 새누리당의 박성효 후보를 누르고 당선되었다.
하지만 선거 전 포럼 활동을 검찰이 공직선거법 위반으로 기소하면서 2015년 2월에 징역 8월에 집행유예 2년을 선고받았다. 이에 권선택은 항소하였으나 그해 7월 20일에 대전고등법원에서 1심과 동일한 유죄 판결을 내려 당선무효가 유지되었다. 이에 권선택 시장은 대법원에 상고할 뜻을 밝혔다. 2016년 8월 26일 오후 2시 대법원(전원합의체)이 첫번째 상고심에서 2심 판결을 깨고 공직선거법은 무죄로 판결하여 파기환송함으로써 2심 재판을 다시 한 번 받을 수 있게 됐고, 재상고심이 끝날 때까지 시장직을 유지할 수 있게 됐다. 권선택 시장은 2017년 2월 16일 오후 3시 파기환송심에서 정치자금법 위반으로 징역 6월에 집행유예 2년을 선고받아 당선무효가 아닌 퇴직에 해당하는 판결을 받고 상고했다.
2017년 11월 14일 오전 10시 대법원 3부(주심 김재형 대법관)는 공직선거법 및 정치자금법 위반 혐의로 기소된 권선택 시장의 재상고심에서 징역 6개월에 집행유예 2년을 선고한 원심판결을 확정하면서 시장직을 상실하였다. 다만 정치자금법 위반에 대해 유죄 판결을 내린 것이지, 공직선거법 위반 혐의에 대해서는 무죄를 선고했기 때문에 당선무효를 적용받지는 않았다. 당선무효가 아닌 퇴직이기 때문에 퇴직 후인 11월 15일에 이임식을 치렀다.
한편 권 시장은 재임 중 대전 도시철도 2호선 트램 추진에 관심이 많았으며, 임기 중에 트램 추진에 대한 강한 의지를 드러냈다. 그러나 트램 추진을 둘러싼 논란은 계속되고 있다.

## 학력
- 1968년 산서국민학교 졸업
- 1971년 충남중학교 졸업
- 1974년 대전고등학교 졸업
- 1978년 성균관대학교 경영학 학사
- 2001년 한남대학교 지역개발대학원 도시계획학 석사
- 2004년 대전대학교 대학원 행정학 박사

### 비학위 수료
- 2007년 서울대학교 행정대학원 과학 및 정책 최고연구자과정 수료

## 역대 선거 결과
|  | 52.19% |

|  | 47.87% |

|  | 29.16% |

|  | 50.07% |

## 소속 정당
| 소속 정당 | 소속 정당             | 소속 기간 | 비고        |
| --------- | --------------------- | --------- | ----------- |
|           | 열린우리당            | 2004~2006 | 정계 입문   |
|           | 무소속                | 2006~2007 | 탈당        |
|           | 국민중심당            | 2007~2008 | 입당        |
|           | 자유선진당            | 2008~2012 | 합당        |
|           | 선진통일당            | 2012      | 당명 변경   |
|           | 무소속                | 2012      | 탈당        |
|           | 민주통합당            | 2012~2013 | 복당        |
|           | 민주당                | 2013~2014 | 당명 변경   |
|           | 새정치민주연합        | 2014~2015 | 합당        |
|           | 더불어민주당          | 2015~2017 | 당명 변경   |
|           | 무소속                | 2017~2025 | 당적 상실   |
|           | 무소속 (더불어민주당) | 2025      | 선대위 합류 |
|           | 무소속                | 2025~현재 | 선대위 해산 |

## 같이 보기
- 중구 (대전 선거구)
- 대전 중구의 국회의원
- 대전광역시 부시장
- 대전광역시장